# Volkslied
Volkslied es el término alemán  que significa canción popular. En la historia de la música, el Volkslied adquirió especial importancia como fuente de inspiración para el género del Kunstlied, una canción artística para cantante y piano, y para el romanticismo literario.
Achim von Arnim y Clemens Brentano publicaron colecciones de Volkslieder bajo el nombre "Des Knaben Wunderhorn" en 1805 y 1808. Esa colección fue una de las fuentes más usadas para composiciones de Lied, entre otros las composición "Des Knaben Wunderhorn" de Gustav Mahler Entre las colecciones de melodías de "Volkslieder" destacan las "Deutsche Volkslieder" de Johannes Brahms.